# Gereformeerde kerk (Waardhuizen)
De Gereformeerde kerk is een gereformeerd kerkgebouw in de tot de Noord-Brabantse gemeente Altena behorende plaats Waardhuizen, gelegen aan Waardhuizen 35.

## Geschiedenis
Al voor 1843 moet er een afgescheiden gemeente zijn geweest, daar die in dat jaar een boerenhuis heeft gekocht om dat als kerk in te richten. In 1851 werd de eerste predikant geïnstalleerd. De gemeente sloot zich in 1892 aan bij de Gereformeerde Kerken in Nederland.
In 1920 werd de huidige kerk gebouwd die oogt als een schuurkerk en gietijzeren spitsvensters bezit. Het bakstenen kerkje heeft geen toren. Wel is er een gevelsteen uit 1920 met het opschrift Eben Haëzer.
Na 1944 trad een groep vrijgemaakten uit en stichtte een eigen kerkgebouw. De gereformeerden gingen verder en vanaf 1967 werd samengewerkt met de hervormde gemeente van Uitwijk-Waardhuizen. Vanaf 1999 was er een gemeenschappelijke predikant In 2004 sloot de gemeente zich aan bij de PKN. Het kerkje in Waardhuizen werd afgestoten en werd verbouwd tot woonhuis.